# Wilfredo Santa Gómez
Wilfredo Santa Gómez (también conocido como Wilfredo G. Santa), nacido en 1949, es columnista y autor puertorriqueño de libros de autoayuda, poesía y cuentos. Vegetariano de toda la vida, es médico especialista en psiquiatría de adultos y sub-especialista en psiquiatría de niños y adolescentes. Estudió psiquiatría en el Departamento de Psiquiatría de la Escuela de Medicina de la Universidad de Harvard donde se graduó. Trabajó como miembro de la Facultad Médica del "Metropolitan State Hospital de Massachusetts”, del Gaebler Childrens Hospital, " Cambridge Guidance Clinic, Cambridge Hospital " y del "Cambridge Psychiatric and Research Institute". Sus obras están disponibles en Ebay libros de autoayuda. Practica las artes marciales desde la adolescencia, llegando al rango de Sensei en Karate y Sisung en Kung-fu, miembro "USA Wushu-Kungfu Federation", impartió clases en los vecindarios de bajos recursos en P.R., artes en las que aun sigue activo y que practica diariamente. Es productor y locutor del programa radial de servicio público serie "YA NO ESTAS SOLO" que se transmite por dos emisoras: la Cadena Salsoul 98.5FM y Radio Tiempo 1430AM, todos los domingos a las 9am y 5:30am con más de trece años en el air, que también puede escucharse por Internet http://www.streamaudio.com/stations/asx/WPRM_FM.asx (obtenido de documento público: reseña en Vozalmundo.com).

## Obra literaria
- Platón Arapos Patriota - 1972 (cuento)
- A orillas del río Ebro - 1974 (poesía)
- The Experiment - 1974 (novela de ciencia ficción)
- Sueños del Yukayeke (poesía) – 1974
- Por Un Camino de Estrellas (poesía) - 1976

## Libros de autoayuda y no ficción
- La Salud Vista A Través de los Refranes - 1978
- La Gran Ventana - 1994
- Por Qué Me Dejaste de Amar-Si Soy Del Planeta Tierra - 1996
- The Protective Unconscious - 1996
- Las ocho fuerzas universales que controlan tu existencia - 1998

También escribe en publicaciones digitales y periódicos.